# Ланг Сон (провинция)
Ланг Сон (на виетнамски: Lạng Sơn) е виетнамска провинция разположена в регион Донг Бак. На север граничи с провинция Као Банг, на юг с провинциите Бак Жианг и Куанг Нин, на запад с провинциите Бак Кан и Тхай Нгуйен, а на изток с Китай. Населението е 778 400 жители (по приблизителна оценка за юли 2017 г.).

## Административно деление
Провинция Ланг Сон се състои от един самостоятелен град Ланг Сон и десет окръга:
- Бак Сон
- Бин Жиа
- Као Лок
- Ти Ланг
- Дин Лао
- Хуу Лунг
- Лок Бин
- Чанг Дин
- Ван Ланг
- Ван Куан